# Revillarruz
Revillarruz település Spanyolországban, Burgos tartományban. Revillarruz Carcedo de Burgos, Los Ausines, Hontoria de la Cantera, Cogollos, Sarracín és Modúbar de la Emparedada községekkel határos. Lakosainak száma 634 fő (2024).

## Népesség
A település népessége az utóbbi években az alábbiak szerint változott:
| Lakosok száma | 155  | 178  | 252  | 443  | 459  | 499  | 509  | 532  | 564  | 634  |
|               | 2001 | 2004 | 2006 | 2009 | 2011 | 2014 | 2016 | 2019 | 2021 | 2024 |